# Steve Duplinsky
Steve Duplinksky (27 juni 1987) is een Amerikaans triatleet en duatleet uit Kensington. Hij werd in 2005 wereldjeugdkampioen triatlon in Japan met een tijd van 55.08.

## Titels
- Wereldjeugdkampioen triatlon - 2005
- Canadees kampioen triatlon - 2004, 2005
- Amerikaans kampioen triatlon - 2004

## Belangrijke prestaties

### triatlon
- 2005:  WK junioren in Gamagōri - 55.08
- 2006: 23e WK junioren in Lausanne - 1:00.39

### duatlon
- 2006: 6e WK junioren (België)